# Batomys granti
Batomys granti là một loài động vật có vú trong họ Chuột, bộ Gặm nhấm. Loài này được Thomas mô tả năm 1895.

## Hình ảnh

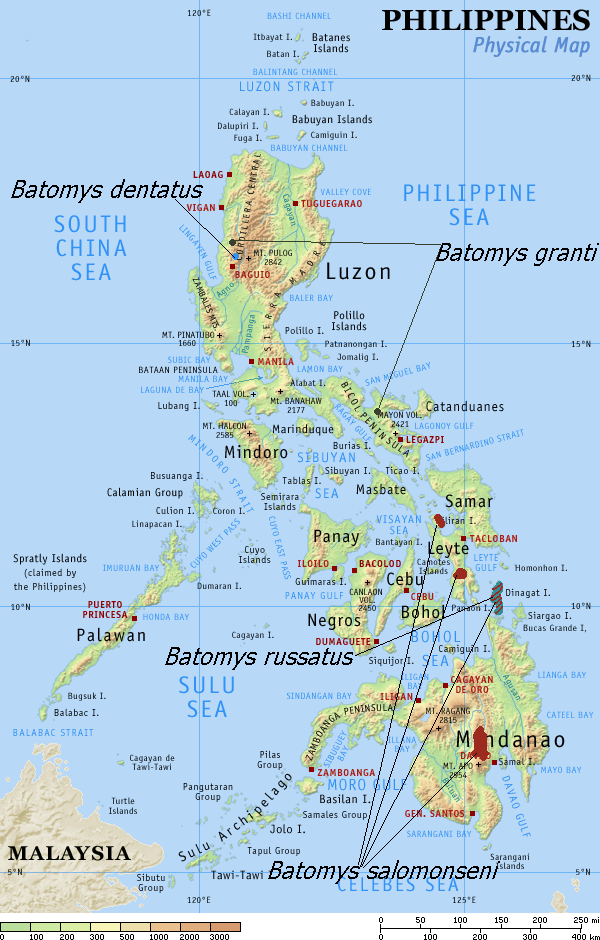
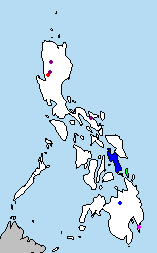